# Riggoajvejávrásj
Riggoajvejávrásj, enligt tidigare ortografi Riggåivejauratj, är en sjö i Jokkmokks kommun i Lappland och ingår i Luleälvens huvudavrinningsområde. Sjön har en area på 0,0533 kvadratkilometer och ligger 1 051 meter över havet. Riggoajvejávrásj ligger i Padjelanta Natura 2000-område. Sjön avvattnas av Riggoajvejågåsj.

## Delavrinningsområde
Riggoajvejávrásj ingår i det delavrinningsområde (745473-155093) som SMHI kallar för Mynnar i Lilla Luleälven. Medelhöjden är 1 171 meter över havet och ytan är 20,46 kvadratkilometer. Det finns inga avrinningsområden uppströms utan avrinningsområdet är högsta punkten. Riggoajvejågåsj som avvattnar avrinningsområdet har biflödesordning 4, vilket innebär att vattnet flödar genom totalt 4 vattendrag (Riggoajvejåhkå, Darreädno, Lilla Luleälv, Luleälven) innan det når havet efter 353 kilometer. Avrinningsområdet består mestadels av kalfjäll (98 procent). Avrinningsområdet har 0,47 kvadratkilometer vattenytor vilket ger det en sjöprocent på 2,3 procent.